# 亚洲3号卫星

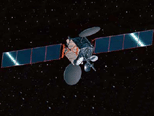
亚洲3号卫星

亚洲3号通信卫星（英語：AsiaSat 3，之后先后更名为HGS-1和PAS-22），是一颗已经退役的人造卫星。起初由香港亞洲衛星有限公司拥有并运营，1998年，卫星改由休斯飞机公司运营，1999年又改由泛美卫星运营至2002年退役。
卫星于1997年12月25日在哈萨克斯坦拜科努尔航天发射场发射，但最终未能进入预定轨道。之后卫星进入一个椭圆形轨道。为了纠正它的轨道，飞行任务操纵器把卫星弹到月球周围。在这次意外飞行中，它从月球6212公里的上空飞过。这是发射商业卫星以来离月球最近的一次飞行。